# Čang Cuo-lin
Čang Cuo-lin, Zhang Zuolin (čínsky znaky zjednodušené 张作霖, tradiční 張作霖; 19. března 1875 – 4. června 1928) byl jeden z nejvlivnějších severních militaristů, který jako vůdce fengtchienské kliky kontroloval Mandžusko, a v letech 1927–1928 celou severní Čínu.

## Život

### Mládí
Rodina Čang Cuo-lina přišla do Mandžuska z provincie Che-pej, když Che-pej začátkem 20. let 19. století postihly přírodní katastrofy. Jeho otec byl známý gambler, kvůli kterému měla rodina špatnou pověst, zemřel ve rvačce s věřitelem. V roce 1896 se Čang Cuo-lin přidal k banditům, kteří se během Boxerského povstání stali součástí imperiální armády.
Během sinchajské revoluce v roce 1911 chtěli někteří vojenští velitelé vyhlásit samostatné Mandžusko. Aby předešel revoluci, povolal guvernér Mandžuska Čang Cuo-lina s jeho vojskem. Čang Cuo-linovi se podařilo revoluci zabránit a byl proto jmenován náměstkem ministra vojenství. Postupem času se stal jedním z nejvlivnějších lidí v Mandžusku a později absolutním vládcem regionu.

### Militarista
Mezi lety 1911 a 1928 se Čang Cuo-lin stal nejprominentnější postavou severní Číny a získal si reputaci charismatického vojenského velitele. Během své vlády se zasloužil o vyšší status Mandžuska především reformami pro rozvoj zemědělství a bojem s korupcí (pokud nezasahovala jeho zájmy). Populace Mandžuska se v té době vyšplhala na 30 milionů obyvatel. Mandžusko se stalo politickou entitou, která byla schopna operovat jako samostatný stát, který měl dokonce smlouvy se zahraničím.
Čang Cuo-lin byl zakladatelem a vůdcem fengtchienské militaristické kliky (podle Feng-tchienu, provincie v jižním Mandžusku). V roce 1920 fengtchienská klika podpořila č’lijskou kliku v boji proti anchuejské klice a spolu s č’lijskou klikou pak sdílela moc v pekingské vládě.
31. prosince 1924 přijel, už vážně nemocný, Sunjatsen do Pekingu vyjednávat s Čang Cuo-linem, Feng Jü-siangem a Tuan Čchi-žuejem o možnosti sestavení jednotné vlády. Jednání byla zdlouhavá a neúspěšná, Sunjatsen se jejich konce nedožil.
V červenci 1926 zahájil Čankajšek tzv. Severní pochod, jehož cílem bylo vojenské sjednocení Číny. Čang Cuo-lin spolu s Tuan Čchi-žuejem nebrali Čankajška jako legitimního vůdce státu, ale jako dalšího militaristu, který ohrožoval jejich území. Nehodlali s ním spolupracovat, proto se Čang Cuo-lin vydal Peking bránit. V Pekingu se mu podařilo přemoct své rivaly a převzít moc, získal pak titul vrchního velitele ozbrojených sil (generalissima, de facto prezidenta Čínské republiky) a de facto kontroloval celou oblast severní Číny. V té době začal uvažovat o převzetí celé Číny.
V květnu 1928 ale nabídl Čankajškovi na radu amerických a britských poradců dohodu o ukončení nepřátelství. Zavrhnutím konfrontace s Čankajškem se vzdal své touhy stát se vládcem Číny. Zároveň spoluprací s Čankajškem opustil své dlouholeté spojence, Japonce.

## Vztahy s Japonskem
Mandžusko je úrodné a bohaté na minerály a přírodní zdroje jako uhlí, železo, ocel, uran, zlato, měď a zinek. To bylo taky důvodem zájmu jiných mocností o toto území. V roce 1905 o toto území bojovalo Japonsko s Ruskem. Japonsko zvítězilo a rychle se s Ruskem domluvilo na novém rozdělení sfér vlivu.
Čang Cuo-lin měl s Japonci velice komplexní vztah, bál se jich, ale zároveň je respektoval. Spoluprací s nimi získal nezbytné zásoby, munici, pomoc a japonské poradce poskytující taktické rady, na oplátku skrz něj Japonsko získalo v Mandžusku velký vliv. Za daných podmínek ho Japonci považovali za nejvhodnějšího spojence a chtěli, aby jim pomohl s realizací jejich plánu – připojení Mandžuska k Japonsku. Čang měl od začátku v plánu s Japonci spolupracovat, ale nehodlal se stát jen jejich loutkou.

### Konec života
Přestože dostal od tajné policie z Mukdenu telegram, že se ho Japonci pokusí cestou z Pekingu zavraždit, vydal se 3. června 1928 vlakem do Mandžuska. Kuantungská armáda umístila na mostě v Chuang-ku-tchunu, kudy vlak projížděl, obrovské množství výbušnin. Čang byl smrtelně zraněn a krátce na to zemřel. Jedna z jeho žen (v pořadí šestá), která jela vlakem s ním, vyvázla jen s lehce poraněnou nohou.